# 暗夜狼人 (特輯)
是一部美國超級英雄類型的網路電視劇特輯，亦是麥可·吉亞奇諾的導演處女作，改編自漫威漫畫旗下的同名超級英雄角色。特輯為漫威電影宇宙的首部特別節目，與漫威電影宇宙系列電影處於同一架空世界和共同世界。特輯由漫威影業製作，於線上串流媒體平台Disney+首播。
蓋爾·賈西亞·貝納領銜出演標題角色「暗夜狼人」傑克·羅素，主演還包括勞拉·唐納利和哈里特·桑賽姆·漢理斯。2021年8月，漫威籌備開發以萬聖節為主題的特輯。2021年11月，蓋爾·賈西亞·貝納確定參演特輯。2022年3月，麥可·吉亞奇諾確定執導特輯。主體拍攝於2022年3月下旬在喬治亞州亞特蘭大開機，2022年4月下旬殺青。
《暗夜狼人》於2022年10月7日在Disney+首播，屬於漫威電影宇宙第四階段。

## 剧情
在尤里西斯·血石死後，他的遺孀凡露莎召喚五位經驗豐富的怪物獵人到血石莊園參加狩獵大典，以選出新領袖繼承強大的血石。尤利西斯疏遠的女兒艾爾莎不顾凡露莎的阻止，加入了競爭的行列。狩獵從莊園內的一個大迷宮開始，捕獲的怪物已被植入血石作為獵物。其中一名獵人傑克·羅素在與艾爾莎相遇後，找到了他一直在尋找並打算營救的怪物朋友泰德，艾爾莎則在與其他獵人戰鬥時擊殺了其中一名。傑克暫時與泰德分道揚鑣，並開始執行自己的逃生計劃，其後與躲在陵墓中的艾爾莎再次偶遇，兩人同意分別協助對方解救泰德和奪走血石。泰德再殺死了另一名獵人，傑克則摧毀了迷宮的外牆以便逃走，泰德其後在艾爾莎移走他身上的血石後逃進了森林。
此時，血石因杰克的觸摸而反應得越发劇烈，杰克是怪物的真相隨之被眾人發現。凡露莎抓捕了杰克和艾爾莎，並將他們關在籠子裡，又使用血石觸發杰克變身為狼人。狼人並未如她所願殺死艾爾莎，而是破牢而出並將凡露莎的一眾衛兵盡數屠殺，但凡露莎隨即以血石制服了牠。艾爾莎此時亦成功逃脱，並在擊殺餘下的兩位獵人後阻止了企圖殺害狼人的凡露莎。狼人其後幾乎襲擊艾爾莎，但幸好及時認出了她，最後離開了莊園。憤怒的凡露莎轉而攻擊艾爾莎，但被歸來的泰德燒成灰燼，泰德隨後離開去尋找杰克，艾爾莎則佔據了莊園和血石。隔天，恢復人形的杰克在森林中醒來，並發現泰德正看著他，隨後高興地得知艾爾莎已脫險。

## 演員與角色
- 蓋爾·賈西亞·貝納 飾演 傑克·羅素（英语：Jack Russell (Marvel Comics)）／暗夜狼人（英语：Werewolf by Night）

被詛咒成為狼人的男子。貝納對羅素的“整個生活百態”以及變成狼人對他的意味很感興趣。為了準備出演該角色，貝納閱讀了來自世界各地不同文化的狼人神話和半人類生物以及該角色的漫畫，並觀看了一些早期的恐怖電影。貝納最初花了四個小時才穿上狼人的服裝和完成化妝，到拍攝結束時則變得“相較快”。
- 勞拉·唐納利 飾演 艾爾莎·血石（英语：Elsa Bloodstone）

尤里西斯·血石疏遠的女兒，不喜歡其家族獵殺怪物的傳統。唐納利被該角色的戰鬥能力所吸引，並完成了與她的動作場景相關的特技工作。導演麥可·吉亞奇諾不希望該角色在漫威電影宇宙中像漫畫般被過度性感化以及設定為手持槍械，並表示希望該角色在厲害的同時聰明和脆弱、從而更貼近現實，而他亦認為唐納利極其體現了這一點。
- 哈里特·桑賽姆·漢理斯（英语：Harriet Sansom Harris） 飾演 凡露莎·血石（Verussa Bloodstone）

尤利西斯的遺孀、艾爾莎的後母，怪物獵人秘密組織的首領。漢理斯稱凡露莎有着控制欲，而隨著尤里西斯的死，她能夠扮演更突出和強大的角色。
寇克·柴契爾、尤金妮·邦德蘭特、李奧納多·南、丹尼爾·J·華茲和阿爾·哈馬赫（Al Hamacher）分別飾演賈方（Jovan）、阿薩雷爾（Azarel）、萊昂（Liorn）、巴拉索（Barasso）和比利·史旺（Billy Swan）。凱利·瓊斯（Carey Jones）飾演由人類變成沼澤生物的「類人體」泰德，理查·迪克森（Richard Dixon）聲演艾爾莎·血石之父尤里西斯·血石。

## 製作

### 開發

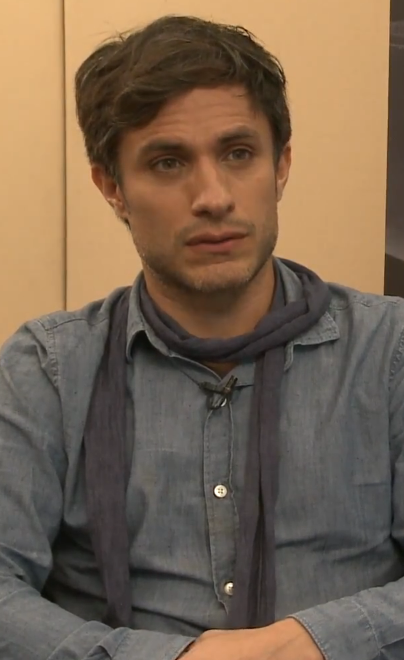
蓋爾·賈西亞·貝納領銜出演男主角

2001年5月，漫威影業計劃開發以漫威漫畫角色暗夜狼人為主角的電影，由次元影業發行影片。阿維·阿拉德、凱文·費吉和阿里·阿拉德（Ari Arad）為影片創作故事。2002年6月，漢斯·羅迪奧諾夫（Hans Rodionoff）接替約翰·法沙諾為影片撰寫劇本，水晶天空影業參與製作影片。2003年2月，勞勃·尼爾森·賈柯改寫劇本。2004年3月，製作方開始在美國電影市場展宣傳影片。2004年11月，水晶天空影業計劃在英國展開為期六個月的拍攝作業。2005年11月，水晶天空影業稱將要在近期確定導演和主要演員人選，計劃於2006年正式開機，該項目最終未能繼續推進。2019年2月，漫威影業開始籌劃將暗夜狼人引入漫威電影宇宙，當時正在籌備製作霍華鴨個人動畫影集的凱文·史密斯因而被漫威告知動畫中不能出現暗夜狼人。其後，該影集與2021年影集《魔多客》、和未來影集《虎女與炫音》計劃合拼成一部講述一眾角色遇上沼澤怪物類人體的跨界特輯《犯罪者聯盟：巨型的類人體》，但最終再次因漫威影業對該角色的籌劃而被取消。
2021年8月，漫威影業計劃為Disney+開發以萬聖節為主題的特輯，報道稱特輯的主要角色為暗夜狼人，當時仍未確定特輯中的暗夜狼人是傑克·羅素還是傑克·戈麥斯。同月，美國影視行業業內雜誌《製作週刊》稱一部以暗夜狼人為主角的漫威影視項目正在開發階段。2022年3月，一直被傳將執導一個Disney+項目的《星際爭霸戰：短途》第二季第四集導演兼眾多著名影視作品的作曲家麥可·吉亞奇諾確認執導特輯。吉亞奇諾在費吉詢問他想製作哪一部漫威漫畫作品時表達了對暗夜狼人的興趣，起初感到驚訝的費吉在進一步與他討論這個想法後則變得熱情。該項目被一些人稱為「暗夜狼人」（Werewolf by Night），但《好萊塢報導》表示這不是該項目的標題。6月，吉亞奇諾確認他將執導特輯，稱這是一個令人愉快但“具有挑戰性的過程”。
9月，漫威影業公佈片名為Werewolf by Night。特輯被描述為漫威影業的“有史以來的首次特別呈獻”，並標示為“漫威影業特別節目”，總長53分鐘。特輯沒有規定時長，但一眾創意人員都認為應該在一個小時左右。吉亞奇諾將特輯視為2019年電視劇《陰陽魔界》的一集，因為它將呈現“傑克·羅素和艾爾莎·血石的一夜，看看會發生什麼”。這使他們能避免起源故事需覆蓋得太多，或為之後會發生的事情埋下伏線。費吉、斯蒂芬·布魯薩德、路易斯·德·埃斯波西托、維多利亞·阿隆索和布拉德·溫德博姆擔任執行製片人。

### 劇本
2021年劇集《汪達幻視》和2022年劇集《月光騎士》編劇彼得·卡梅隆（Peter Cameron）與2021年劇集《鷹眼》編劇海瑟·奎茵（Heather Quinn）執筆劇本。同時創作故事的奎茵在《鷹眼》的片場工作時獲邀為特輯撰寫故事提案，其後與吉亞奇諾密切地合力創作了特輯的故事。
吉亞奇諾指特輯的靈感來自1930年代和1940年代的恐怖電影，又將其比作劇集的主要靈感來源——1982年電影《鬼哭神號》，因為特輯將具有“適當程度的恐慌”。其他靈感來源包括《陰陽魔界》、1933年電影《金剛》和1935年電影《倫敦狼人》，吉亞奇諾指《暗夜狼人》是寫給這些靈感的一封“情信”。此外，吉亞奇諾在處理特輯時曾試圖加入“道德中心”，而不僅僅是“血腥與膽量”。特輯在Disney+描述為將“喚起一種恐懼感和令人毛骨悚然的感覺，一路上充滿懸念和恐懼”。費吉稱特輯“有趣”，但比其他項目黑暗和恐怖一點。為了能配合現代化的設定，《暗夜狼人》角色的元素改編了漫畫中的設定；奎茵指靈感來源包括暗夜狼人漫畫中的故事《恐懼嘉年華（Carnival of Fear）》和《危險遊戲（The Danger Game）》。由費吉提議的類人體亦出現於特輯中，在特輯中只以真名「泰德」（Ted）稱呼，因為吉亞奇諾認為直呼其名能使他更為人性化；也有人考慮將他稱為“巨型的類人體”，但此和其他名稱“一直都感覺不很正確”並似乎“有點太厚臉皮”。
吉亞奇諾曾認為《暗夜狼人》將會因為使用了鮮血和恐怖元素而被評級為TV-MA，但特輯最終被評級為TV-14，他認為這是因為它們都是以黑白呈現。《暗夜狼人》並未詳細展現其如何融入龐大的漫威電影宇宙，吉亞奇諾則稱特輯存在於漫威電影宇宙的“領域內”，並補充道展示《暗夜狼人》融入漫威電影宇宙的“地點、時間、方式”“並不重要”。特輯的開場提供了怪物此前存在於漫威電影宇宙中的背景，與2021年電影《永恆族》將永恆族編織到漫威電影宇宙的背景歷史中一樣。吉亞奇諾對特輯融入漫威電影宇宙的方式有“一個非常具體的想法”，並在製作特輯時用作個人參考，但並未就此與漫威影業進行討論。特輯很大程度上是漫威電影宇宙中的一個獨立故事，雖然曾經考慮加入刀鋒戰士，但最終還是沒有既定角色的出現。

### 選角
2021年8月，隨著特輯正式確定製作，漫威開始尋找30多歲的拉丁裔演員出演主角。同年11月，蓋爾·賈西亞·貝納被吉亞奇諾邀請領銜出演主要角色。2022年1月，勞拉·唐納利被吉亞奇諾邀請參演特輯，因為吉亞奇諾是她此前作品的粉絲。9月，貝納和唐納利確認分別飾演「暗夜狼人」傑克·羅素和艾爾莎·血石，哈里特·桑賽姆·漢理斯、阿爾·哈馬赫（Al Hamacher）、尤金妮·邦德蘭特（Eugenie Bondurant）、寇克·柴契爾、李奧納多·南、丹尼爾·J·華茲和凱利·瓊斯（Carey Jones）分別飾演凡露莎·血石（Verussa Bloodstone）、比利·史旺（Billy Swan）、阿薩雷爾（Azarel）、約書亞·賈方（Joshua Jovan）、萊昂（Liorn）、巴拉索（Barasso）和「類人體」泰德，理查·迪克森（Richard Dixon）則聲演尤里西斯·血石。賈方的大致原型為漫畫角色約書亞·凱恩（Joshua Kane）。

### 設計
2011年電影《雷神索爾》的藝術總監和2021年劇集《鷹眼》的美術指導瑪雅·希莫古奇（Maya Shimoguchi）擔當特輯的美術指導。希莫古奇運用混凝土為圓形大廳和花園創造了類似於黑色電影的“富有質感的環境”:4。血石莊園走廊的濕壁畫記錄了漫威電影宇宙中的怪物史，靈感來自巴約掛毯:19:20–20:22。對於特輯中的狼人設計，吉亞奇諾很享受能夠在老電影的設計中看到演員的臉和眼睛，如《倫敦狼人》，因為它們“保留了人類的品質”；而《暗夜狼人》看起來更像是1941年電影中的「狼人」拉里·塔爾伯特，而不是現代電影中通過電腦生成的更像怪物的設計。曾參與2017年電影《雷神索爾3：諸神黃昏》、2021年影集《汪達幻視》和2022年電影《雷神索爾：愛與雷霆》的瑪耶絲·C·魯貝奧擔當特輯的服裝設計師:4。

### 拍攝
主體拍攝於2022年3月29日在喬治亞州亞特蘭大的三石製片廠開機，拍攝時的工作標題為「平頭」（Buzzcut），麥可·吉亞奇諾擔當導演，柔伊·懷特（Zoë White）擔當攝影指導。特輯主要以實際效果完成，傑克變身的場景則由視覺特效總監喬·法雷爾（Joe Farrell）協助，該場景花了數月的時間設計和構思如何執行。傑克·羅素變身為狼人的過程主要以艾爾莎·血石的視角展示，因為吉亞奇諾認為不將整個過程展示給觀眾能增加恐怖感。籠條是唯一的電腦生成元素，因為實際的籠條在拍攝時須移除，以便投影機能正確地投射陰影。一些場景倒著拍攝後在剪接時倒放，如凡露莎被狼人抓住的一幕；桑賽姆在拍攝該幕時首先靠著籠子，然後再被拉離。
類人體是透過綜合穿著真實戲服的演員凱利·瓊斯、電子動畫以及實際效果與電腦生成來拍攝的。怪物效果工作室KNB EFX創建了特輯中的所有怪物和機械偶:25:18，包括一個真人大小的類人體機械偶，用於現場參考。吉亞奇諾指其他怪物皆以實際效果呈現，尤里西斯·血石亦在彼得·卡梅隆於後期製作階段的建議下使用了機械偶呈現:24:23–25:33；雖然他們最初希望特輯能全程使用機械偶，但最終類人體在無可選擇的情況下使用了部分電腦生成元素。特輯中一些“更殘酷的元素”以及其打斗場景是在拍攝當天構思的。一眾護衛與狼人的打鬥場景採用了長鏡頭拍攝，現場的特技演員只進行了兩遍拍攝。拍攝作業持續了12日，並於4月下旬殺青。

### 後期製作
曾擔任十部漫威電影宇宙作品剪輯師的傑佛瑞·福特擔任特輯的剪輯師。特輯最初以彩色進行拍攝和早期剪輯，但吉亞奇諾希望能以黑白形式發佈，最終亦向費吉展示了他製作的黑白版本剪輯；他解釋道漫威影業以此方式檢視了這個特殊的黑白形象，並指出這是“為了我們所講述的故事精神而做的正確事情”。聯合執行製片人布萊恩·蓋伊指出以黑白形式拍攝是向經典怪物電影致敬，並強調了特輯在漫威電影宇宙中的獨特性。特輯最後轉為彩色，以顯示艾爾莎的“噩夢已經結束”、“事情正在變化和發展，希望未來會變得更加光明”。

### 特效
後期特效製作公司包括JAMM、Zoic工作室、SDFX工作室和數字王國:51:42–52:04。

### 音樂
導演麥可·吉亞奇諾同時在拍攝前為特輯作曲，以便之後進行修改。他會在前期製作期間或拍攝前展示音樂摘錄，以協助傳達他為討論中的內容所設想的音樂。其後，他在剪接工作進行期間創作了大部分曲目，這讓他可以隨時向福特提出新的想法，福特亦會據此提出另一個剪接建議。
特輯的音樂原聲帶於2022年10月7日由漫威音樂和好萊塢唱片聯合發行：
| 曲序     | 曲目                           | 时长  |
| -------- | ------------------------------ | ----- |
| 1.       | A Marvel Special Presentation  | 0:12  |
| 2.       | Mane Title                     | 3:02  |
| 3.       | Hall of Shame                  | 1:00  |
| 4.       | Ulysses’s Rant                 | 3:24  |
| 5.       | There Is No Peace Without Tuba | 4:17  |
| 6.       | Scot Free                      | 0:47  |
| 7.       | A Farewell to Arm              | 3:27  |
| 8.       | Cryptic Messages               | 0:59  |
| 9.       | Tales from the Crypt           | 2:29  |
| 10.      | Elsa's Ted Talk                | 3:17  |
| 11.      | Beach Blanket Betrayal         | 3:23  |
| 12.      | Where's Wolf                   | 4:01  |
| 13.      | I Don't Know Jack              | 3:12  |
| 14.      | Mane on Ends                   | 1:58  |
| 15.      | End Shredits                   | 4:21  |
| 16.      | Mane Theme – Piano Arrangement | 1:35  |
| 总时长： | 总时长：                       | 41:25 |

2022年10月27日亦發行了四首額外曲目，作為更新版原聲帶的一部分：
| 加長版   | 加長版                         | 加長版 |
| 曲序     | 曲目                           | 时长   |
| -------- | ------------------------------ | ------ |
| 1.       | A Marvel Special Presentation  | 0:12   |
| 2.       | Mane Title                     | 3:02   |
| 3.       | Hall of Shame                  | 1:00   |
| 4.       | Ulysses's Rant                 | 3:24   |
| 5.       | There Is No Peace Without Tuba | 4:17   |
| 6.       | Scot Free                      | 0:47   |
| 7.       | Big Shoes to Fill              | 1:30   |
| 8.       | A Farewell to Arm              | 3:27   |
| 9.       | Cryptic Messages               | 0:59   |
| 10.      | Tales from the Crypt           | 2:29   |
| 11.      | Two Lefts Make a Right         | 2:01   |
| 12.      | Elsa's Ted Talk                | 3:17   |
| 13.      | All the World's a Cage         | 0:58   |
| 14.      | Beach Blanket Betrayal         | 3:23   |
| 15.      | World's Worst Makeover         | 1:59   |
| 16.      | Where's Wolf                   | 4:01   |
| 17.      | I Don't Know Jack              | 3:12   |
| 18.      | Mane on Ends                   | 1:58   |
| 19.      | End Shredits                   | 4:21   |
| 20.      | Mane Theme – Piano Arrangement | 1:35   |
| 总时长： | 总时长：                       | 47:55  |

此外，歐文·柏林的歌曲、薇拉·琳恩的歌曲和朱迪·加兰的經典歌曲〈彩虹之上〉亦出現於特輯之中:52:15。

## 市場營銷
特輯的前導預告和海報在2022年9月的D23博覽會上公佈。預告片以黑白畫面和其他類似於經典恐怖電影的電影元素呈現。

## 發行
《暗夜狼人》於2022年10月7日在Disney+首播，屬於漫威電影宇宙第四階段。特映於2022年9月25日在德克薩斯州奧斯汀的奇幻電影節舉行。10月6日，特輯與《汪達幻視》第六集一同在好莱坞永恒公墓放映，作為Disney+萬聖節主題活動的一部分；10月13日，特輯在新比佛利影院以35毫米膠片的方式進行額外放映。

## 迴響

### 觀眾收視
據《鞭子媒體》的《TV Time》調查，《暗夜狼人》是2022年10月9日當周美國所有平台中播放量最高的串流媒體電影，在10月16日、10月23日和10月30日當周則分別排名第二、第三和第六。

### 評價
根据評論匯總网站爛番茄汇总的113篇评论文章，90%的评论家给予该作正面评价，使之獲得「認證新鮮」標識，平均打分为7.5分（满分10分）。该网站总结的评论家共识是“作為驚悚片的《暗夜狼人》是一部出色的漫威作品，證明了麥可·吉亞奇諾既是一名作曲家，又是一位大氣且技藝高超的導演”。在Metacritic上，17位影評人共給予了69分的分數（滿分100分），這部網絡電視劇獲得了「普遍好評」。

### 榮譽
《暗夜狼人》與哈里特·桑賽姆·漢理斯在2023年影評人選擇協會超級中分別獲提名為最佳超級英雄劇集、限定劇集或電視電影及最佳劇集反派。

## 未來
2022年9月，聯合執行製片人布萊恩·蓋伊稱《暗夜狼人》將開始探索在漫威電影宇宙中存在了幾個世紀的各種怪物，並表示這些怪物將出現在未來的項目中。蓋伊又表示傑克·羅素和艾爾莎·血石在結局中“徹底改變”並處於一個意想不到的空間，並認為這將是他們的開始，但並不確定他們會否回歸。費吉表示特輯的其中一部分將對漫威電影宇宙的未來“非常重要”。2023年10月，賈奇諾澄清目前沒有立即計劃進一步的項目，但表示他對這些角色的更多故事有「瘋狂」的想法。

## 註解
1. ↑  依照漫威電影宇宙電視劇播出次序。
2. ↑  依照漫威電影宇宙中故事發生的時間次序，參見漫威电影宇宙#時間線。
3. 全稱

## 資料來源
1. 1 2  Korpan, Andrew. . Collider. 2022-09-25  [2022-09-25]. （原始内容存档于2022-09-25）.
2. ↑  Lussier, Germain. . Gizmodo. 2022-09-26  [2022-09-27]. （原始内容存档于2022-09-27）.
3. ↑  Bennett, Tara. . Syfy Wire. 2022-10-03  [2022-10-05]. （原始内容存档于2022-10-04）.
4. ↑  . Marvel.com. 2022-10-11  [2022-10-14]. （原始内容存档于2022-10-12）.
5. 1 2  Davids, Brian. . The Hollywood Reporter. 2022-10-07  [2022-10-01]. （原始内容存档于2022-10-01）.
6. ↑  Evangelista, Chris. . /Film. 2022-09-26  [2022-09-27]. （原始内容存档于2022-09-27）.
7. ↑  Hermanns, Grant. . Screen Rant. 2022-10-03  [2022-10-05]. （原始内容存档于2022-10-04）.
8. ↑  Chow, Katie. . The A.V. Club. 2022-10-14  [2022-10-28]. （原始内容存档于2022-10-22）.
9. 1 2 3 4  Hood, Cooper. . Screen Rant. 2022-10-07  [2022-10-07]. （原始内容存档于2022-10-07）.
10. ↑  Craig, David. . Radio Times. 2022-10-07  [2022-10-08]. （原始内容存档于2022-10-08）.
11. 1 2 3 4  Taing, Tyler Llewyn. . /Film. 2022-10-08  [2022-10-08]. （原始内容存档于2022-10-08）.
12. ↑  Webster, Andrew. . The Verge. 2022-10-06  [2022-10-08]. （原始内容存档于2022-10-06）.
13. ↑  Boccella, Maggie. . Collider. 2022-10-06  [2022-10-08]. （原始内容存档于2022-10-08）.
14. ↑  Fleming, Michael. . Variety. 2001-05-29  [2021-08-27]. （原始内容存档于2016-04-12） （美国英语）.
15. ↑  M. Worley, Rob. . Comics2Film. 2002-06-12  [2021-08-28]. （原始内容存档于2002-06-16） （美国英语）.
16. ↑  Fleming, Michael. . Variety. 2003-02-24  [2021-08-28]. （原始内容存档于2021-08-27） （美国英语）.
17. ↑  . SuperHeroHype. 2004-04-28  [2021-08-28]. （原始内容存档于2015-09-22） （美国英语）.
18. ↑  Dunkley, Cathy. . Variety. 2004-11-04  [2021-08-28]. （原始内容存档于2021-08-27） （美国英语）.
19. ↑  . SuperHeroHype. 2005-11-18  [2021-08-28]. （原始内容存档于2015-04-02） （美国英语）.
20. ↑  Barnhardt, Adam. . ComicBook.com. 2021-07-19  [2021-08-26]. （原始内容存档于2021-07-21） （美国英语）.
21. ↑  Burlingame, Russ. . ComicBook.com. 2022-10-19  [2022-10-20]. （原始内容存档于2022-10-20）.
22. 1 2  Gonzalez, Umberto. . TheWrap. 2021-08-26  [2021-08-26]. （原始内容存档于2021-08-27） （美国英语）.
23. 1 2  . Production Weekly. 2021-08-04  [2021-08-28]. （原始内容存档于2021-08-05） （美国英语）.
24. ↑  Jirak, Jamie. . ComicBook.com. 2021-12-23  [2022-03-12]. （原始内容存档于2021-12-24） （美国英语）.
25. 1 2 3 4  Kit, Borys. . The Hollywood Reporter. 2022-03-11  [2022-03-11]. （原始内容存档于2022-03-11） （美国英语）.
26. 1 2  Gonzalez, Umberto. . TheWrap. 2021-11-04  [2021-11-04]. （原始内容存档于2021-11-04） （美国英语）.
27. ↑  Schmidt, Jordan. . Screen Rant. 2022-09-20  [2022-09-22]. （原始内容存档于2022-09-24）.
28. ↑  Davis, Brandon. . ComicBook.com. 2022-06-14  [2022-06-15]. （原始内容存档于2022-06-15）.
29. 1 2  Chapman, Wilson. . 2022-09-10  [2022-09-10]. （原始内容存档于2022-09-10）.
30. 1 2  Gonzalez, Umberto. . TheWrap. 2022-09-10  [2022-09-10]. （原始内容存档于2022-09-11）.
31. ↑  . Marvel.com. 2022-09-10  [2022-09-10]. （原始内容存档于2022-09-10）.
32. 1 2  George, Joe. . Den of Geek（英语：Den of Geek）. 2022-09-10  [2022-09-10]. （原始内容存档于2022-09-11）.
33. 1 2 3 4  Lussier, Germain. . Gizmodo. 2022-10-03  [2022-10-05]. （原始内容存档于2022-10-04）.
34. 1 2 3 4 5 6  Robinson, Tasha. . Polygon. 2022-09-26  [2022-09-26]. （原始内容存档于2022-09-26）.
35. 1 2 3  Scott, Ryan. . /Film. 2022-09-27  [2022-09-28]. （原始内容存档于2022-09-27）.
36. ↑   (PDF). Disney Media and Entertainment Distribution. 2022-09-12  [2022-09-18]. （原始内容存档 (PDF)于2022-09-18）.
37. ↑  Barnhardt, Adam. . ComicBook.com. 2022-09-12  [2022-09-13]. （原始内容存档于2022-09-13）.
38. ↑  . WGAW（英语：Writers Guild of America West）.   [2022-09-22]. （原始内容存档于2022-09-22）.
39. 1 2  Lovitt, Maggie. . Collider. 2022-10-16  [2022-10-20]. （原始内容存档于2022-10-17）.
40. ↑  Hermanns, Grant. . Screen Rant. 2022-09-27  [2022-09-27]. （原始内容存档于2022-09-27）.
41. 1 2  Bailey, Kat; Skrebels, Joe. . IGN. 2022-09-10  [2022-09-10]. （原始内容存档于2022-09-10）.
42. 1 2 3 4  Howard, Kirsten. . Den of Geek（英语：Den of Geek）. 2022-10-04  [2022-10-05]. （原始内容存档于2022-10-04）.
43. ↑  Ridgely, Charlie. . ComicBook.com. 2022-09-15  [2022-09-17]. （原始内容存档于2022-09-16）.
44. ↑  Barnhardt, Adam. . ComicBook.com. 2022-09-12  [2022-09-14]. （原始内容存档于2022-09-13）.
45. 1 2 3 4  Davids, Brian. . The Hollywood Reporter. 2022-09-26  [2022-09-26]. （原始内容存档于2022-09-27）.
46. ↑  Robinson, Tasha. . Polygon. 2022-10-05  [2022-10-05]. （原始内容存档于2022-10-05）.
47. ↑  Boccella, Maggie. . Collider. 2022-10-07  [2022-10-07]. （原始内容存档于2022-10-07）.
48. ↑  Davis, Brandon. . ComicBook.com. 2022-09-26  [2022-09-28]. （原始内容存档于2022-09-27）.
49. ↑  Wiseman, Andreas. . Deadline Hollywood. 2022-01-11  [2022-01-11]. （原始内容存档于2022-01-11） （美国英语）.
50. ↑  Weintraub, Steve. . Collider. 2022-10-04  [2022-10-05]. （原始内容存档于2022-10-05）.
51. ↑  Andreeva, Nellie. . Deadline Hollywood. 2022-09-10  [2022-09-10]. （原始内容存档于2022-09-11）.
52. 1 2 3 4 5 6  Giroux, Jack. . /Film. 2022-10-13  [2022-10-20]. （原始内容存档于2022-10-20）.
53. ↑  Ramiro, Joseph Francis. .   [2022-08-20]. （原始内容存档于2022-08-20） –JosephRamiro.com.
54. 1 2   (PDF). Disney Media and Entertainment Distribution. 2022-09-23  [2022-10-06]. （原始内容存档 (PDF)于2022-10-06）.
55. ↑  Phase Zero. .  事件发生在 5:20–28:32. 2022-10-13  [2022-10-14]. （原始内容存档于2022-10-19） –YouTube.
56. ↑  Ho, Rodney. . The Atlanta Journal-Constitution. 2022-02-04  [2022-03-29]. （原始内容存档于2022-02-21） （美国英语）.
57. 1 2  Erao, Math. . Comic Book Resources. 2022-03-31  [2022-03-31]. （原始内容存档于2022-03-31） （美国英语）. – via . Georgia Film Office.   [2022-03-29]. （原始内容存档于2022-03-29） （美国英语）.
58. ↑  Zogbi, Emily. . Comic Book Resources. 2021-11-27  [2021-11-27]. （原始内容存档于2021-11-28） （美国英语）.
59. ↑  Mirabal, Marisa. . IndieWire. 2022-09-27  [2022-09-28]. （原始内容存档于2022-09-28）.}
60. ↑  Miller, Leon. . CBR. 2022-09-27  [2022-09-27]. （原始内容存档于2022-09-27）.
61. ↑  Phase Zero. . 2022-09-26  [2022-09-27]. （原始内容存档于2022-09-26） –YouTube.
62. 1 2  . D23 Inside Disney (). 2022-10-13.  事件发生在 18:57–33:32  [2022-10-28]. （原始内容存档于2022-10-14）.
63. ↑  Barnhardt, Adam. . ComicBook.com. 2022-10-16  [2022-10-20]. （原始内容存档于2022-10-17）.
64. ↑  Glassman, Julia. . The Mary Sue. 2022-10-18  [2022-10-28]. （原始内容存档于2022-10-24）.
65. ↑  Barnhardt, Adam. . ComicBook.com. 2022-04-23  [2022-04-24]. （原始内容存档于2022-04-24） （美国英语）.
66. ↑  Crowley, Liam. . ComicBook.com. 2022-10-07  [2022-10-15]. （原始内容存档于2022-10-07）.
67. 1 2  Giacchino, Michael (director); Heather Quinn and Peter Cameron (teleplay).  (television special). Disney+. 2022-10-07  [2022-10-08]. （原始内容存档于2022-10-15）. End credits begin at 48:18.
68. ↑  . Film Music Reporter. 2022-09-10  [2022-09-10]. （原始内容存档于2022-09-11）.
69. ↑  Weintraub, Steve. . Collider. 2022-10-09  [2022-10-10]. （原始内容存档于2022-10-10）.
70. ↑  . Film Music Reporter. 2022-10-07  [2022-10-07]. （原始内容存档于2022-10-07）.
71. ↑  . Film Music Reporter. 2022-10-27  [2022-10-28]. （原始内容存档于2022-10-28）.
72. ↑  Gelhoren, Giovana. . People. 2022-09-10  [2022-09-10]. （原始内容存档于2022-09-11）.
73. ↑  Chapman, Wilson. . Variety. 2022-09-10  [2022-09-10]. （原始内容存档于2022-09-10）.
74. ↑  Nair, Rupesh. . IGN India. 2022-01-21  [2022-03-14]. （原始内容存档于2022-01-30） （美国英语）.
75. ↑  Cavanaugh, Patrick. . ComicBook.com. 2022-09-23  [2022-09-24]. （原始内容存档于2022-09-24）.
76. ↑  Weintraub, Steve. . Collider. 2022-10-07  [2022-10-17]. （原始内容存档于2022-10-14）.
77. ↑  Prange, Stephanie. . Media Play News（英语：Media Play News）. 2022-10-11  [2022-10-11]. （原始内容存档于2022-10-12）.
78. ↑  . TheWrap. 2022-10-14  [2022-10-23]. （原始内容存档于2022-10-23） （美国英语）.
79. ↑  . Media Play News（英语：Media Play News）.   [2022-10-23]. （原始内容存档于2022-10-21） （美国英语）.
80. ↑  . Yahoo!娛樂（英语：Yahoo! Entertainment）.   [2022-10-23]. （原始内容存档于2022-10-23） （美国英语）.
81. ↑  Prange, Stephanie. . Media Play News（英语：Media Play News）. 2022-10-25  [2022-10-26]. （原始内容存档于2022-10-28） （美国英语）.
82. ↑  Prange, Stephanie. . Media Play News（英语：Media Play News）. 2022-11-01  [2022-11-01]. （原始内容存档于2022-11-01）.
83. ↑  . Rotten Tomatoes. Fandango Media.   [2023-09-11].
84. ↑  . Metacritic. Red Ventures.   [2025-06-18].
85. ↑  Hipes, Patrick. . Deadline Hollywood. 2023-02-22  [2023-02-23]. （原始内容存档于2023-02-22）.
86. ↑  Barnhardt, Adam. . ComicBook.com. 2022-09-25  [2022-09-25]. （原始内容存档于2022-09-26）.
87. ↑  Moreno, Miguel. . Screen Rant. 2022-09-26  [2022-09-26]. （原始内容存档于2022-09-27）.
88. ↑  Mishra, Shrishty. . Collider. 2022-09-30  [2022-09-30]. （原始内容存档于2022-10-01）.
89. ↑  Weintraub, Steve; Jones, Tamara. . Collider. October 20, 2023  [November 10, 2023]. （原始内容存档于November 10, 2023）.

## 外部連結
- 官方网站
- 在Disney+上觀看《暗夜狼人》 （因版權限制，本節目可能僅在部分地區上架。）
- 互联网电影数据库（IMDb）上《暗夜狼人》的资料（英文）